# Paolo Greppi
Paolo Greppi, né le 23 septembre 1748 à Cazzano Sant'Andrea, et mort le 14 septembre 1800 à Paris, est un diplomate italien.

## Biographie
Paolo Greppi naît le 23 septembre 1748 à Cazzano Sant'Andrea.
Il étudie à Vienne puis est initié par son père au commerce. Il est nommé consul général de l'Empire à Cadix (1774), consul de la république de Raguse (1782) et du grand-duché de Toscane.
Après que sa santé ait été précaire pendant un certain temps, Paolo Greppi meurt le 14 septembre 1800 à Paris.